# ポーリーン・ウェイン

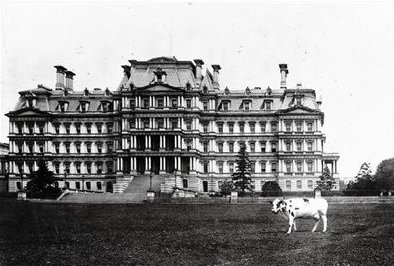
海軍ビル（現 アイゼンハワー行政府ビル）の前に立つポーリーン・ウェイン

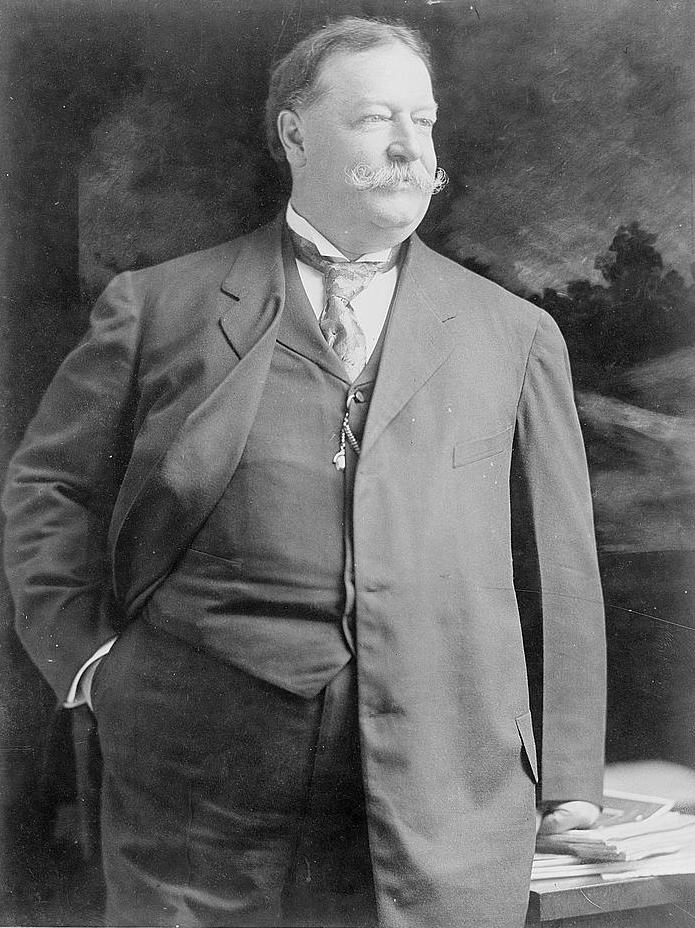
ウィリアム・タフト

ポーリーン・ウェイン(Pauline Wayne)は、第27代アメリカ合衆国大統領のウィリアム・タフトが飼っていた雌のホルスタインである。「ミス・ウェイン」(Miss Wayne)とも呼ばれる。
タフトはそれ以前に「ムーリー・ウーリー」(Mooly Wooly)という雌牛を1年半ほど飼っており、大統領一家のための牛乳を提供していたが、1910年にオーツ麦の食べ過ぎで突然死亡した。当時、タフトには食べ盛りの子供がおり、タフト自身も大食漢として知られていたため、新たな牛を飼うことにした。ウィスコンシン州選出上院議員のアイザック・スティーブンソンが大統領夫人ヘレン・ヘロン・タフトのために牛を購入し、その牛はポーリーン・ウェインと名付けられた。
ポーリーンは4歳のときに雄の子牛を産み、大統領の愛称にちなんで「ビッグ・ビル」(Big Bill)と名付けられたが、その後メリーランド州の農場に送られた。
1911年、ミルウォーキーで開催される国際酪農博覧会で展示するために、ポーリーンはシカゴの家畜市場に向かう家畜車の列車に連結した専用の車両で博覧会場へ運ばれることになった。しかし、鉄道会社が誤ってポーリーンが乗った車両を切り離さずに家畜市場まで運んでしまい、ポーリーンは2日間行方不明となった。鉄道会社職員は家畜市場の中からポーリーンを探し出し、これが大統領の牛であることを家畜市場に説明して、危うく屠殺される前に連れ帰ることができた。国際酪農博覧会でポーリーンは人気の的になった。
ポーリーンは、1910年にタフト家に来てから1913年にタフトが大統領を退任するまで、ホワイトハウスの芝生を自由に歩き回っていた。ポーリーンは、ホワイトハウスで飼われた最後の牛であり、タフト家はポーリーンを家畜であるとともにペットとして飼っていた。タフトの大統領退任後は、ウィスコンシン州に送られた。
「ポーリーン・ウェイン」という名前の由来は不明だが、『ニューヨーク・タイムズ』紙は、彼女が「ホルスタインの偉大なウェイン家の一員」であると記している。